# Formas propuestas de vida

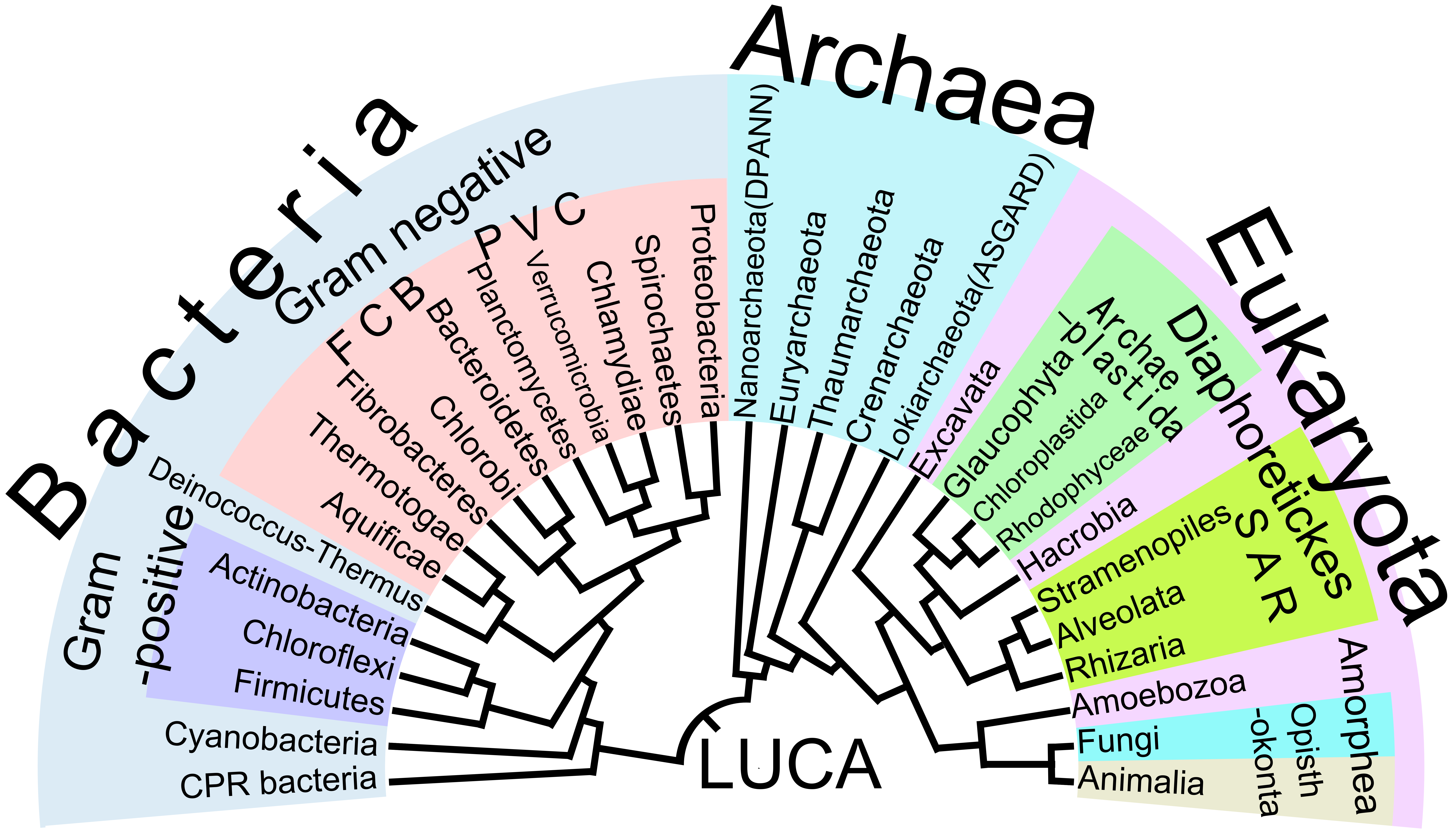
Árbol filogenético de los seres vivos. Puede observarse que existen dos dominios de vida porque el tercer dominio Eukaryota deriva de las arqueas.

Las formas propuestas de vida se refiere aquellas formas o entidades que cumplen con algunas características de la definición de vida, pero no con todas ellas o formas de vida que todavía no han sido incluidas en el árbol filogenético a pesar de que sean organismos celulares, especialmente por la falta de especímenes.

## Definición
Generalmente se afirma que para que un sistema pueda considerarse vivo debe cumplir las siguientes vitales:
- Organización: Las unidades básicas de un organismo son las células. Un organismo puede estar compuesto de una sola célula (unicelular) o por muchas (pluricelular).
- Homeostasis: Los organismos mantienen un equilibrio interno, por ejemplo, controlan activamente su presión osmótica y la concentración de electrolitos.
- Irritabilidad: Es una reacción ante estímulos externos y permite a los seres vivos detectar u obtener información del medio en el que viven, tomar las decisiones acertadas y elaborar una respuesta adecuada para su supervivencia.[5]
- Metabolismo: Los organismos o seres vivos consumen energía para convertir los nutrientes en componentes celulares (anabolismo) y liberan energía al descomponer la materia orgánica (catabolismo).
- Desarrollo: Los organismos aumentan de tamaño al adquirir y procesar los nutrientes. Muchas veces este proceso no se limita a la acumulación de materia sino que implica cambios mayores.
- Reproducción: Es la habilidad de producir copias similares de sí mismos, tanto asexualmente a partir de un único progenitor, como sexualmente a partir de al menos dos progenitores.
- Autopoiesis: Es la habilidad que tienen los seres vivos de reproducirse y mantenerse por sí solos, sin depender de otra especie.
- Evolución: Las especies evolucionan y se adaptan al ambiente.

Se ha propuesto redefinir la definición de vida.

## Formas que podrían incluirse en el árbol filogenético de la vida

### Probable cuarto dominio

Dibujo esquemático de la morfología de Parakaryon.

En 2012 en fuentes hidrotermales de Japón se llevó a cabo el descubrimiento de Parakaryon myojinensis un organismo unicelular que presenta características que no encajan con las células de los otros tres dominios y probablemente constituya su propio dominio Parakaryota. Parakaryon myojinensis al igual que los eucariotas tiene núcleo y otros endosimbiontes en su célula, sin embargo su envoltura nuclear es de una sola capa, no hecha de dos membranas concéntricas como en cualquier eucariota y el material genético está almacenado como en las bacterias, en filamentos y no en cromosomas lineales. Además no presenta retículo endoplásmico, aparato de Golgi, citoesqueleto, mitocondrias, poros nucleares y carece totalmente de flagelo. Los ribosomas se encuentran no solo en el citoplasma sino también en el núcleo. Posee una pared celular compuesta por peptidoglucanos al igual que las bacterias y su modo de nutrición es osmótrofa.
Es difícil precisar su relación filogenética con los otros seres vivos porque solo se ha encontrado un espécimen y su genoma no ha podido ser secuenciado. Según algunos autores sería un organismo intermediario entre los procariotas y los eucariotas. Este tipo de organismo si será incluido en el árbol filogenético si se logra  secuenciar su genoma y compararse con los otros seres vivos.

### Nanobios y nanobacterias

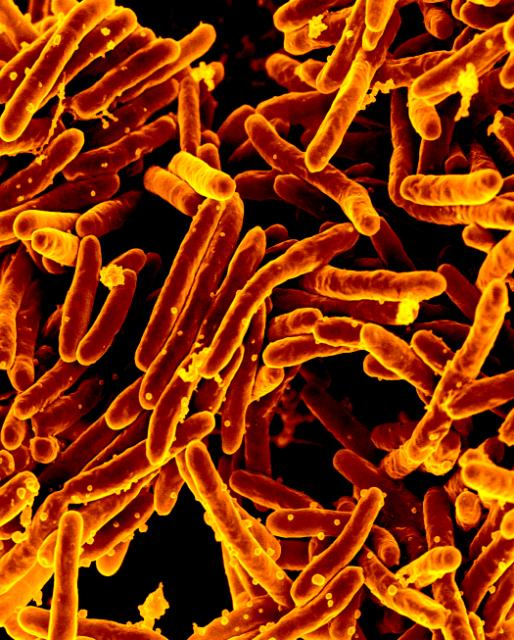
Mycobacterium tuberculosis una actinobacteria. Los nanobios tendrían una apariencia similar a estas bacterias.

Los nanobios y nanobacterias son estructuras microscópicas, que fueron halladas en rocas y sedimentos probablemente microorganismos que se han propuesto como formas de vida debido a que su morfología es similar a la de otros organismos. Por ejemplo las nanobacterias se asemejan a bacterias pequeñas, mientras que los nanobios tienen una apariencia similar a las actinobacterias y algunos tipos de hongos, sin embargo otros creen que son estructuras cristalinas ya que su tamaño es demasiado pequeño para almacenar el genoma. No obstante estudios científicos afirman haber detectado posible ADN, ARN de nanobios y nanobacterias, así como otras biomoléculas y un tipo de membrana plasmática que protege el material genético, esto indicaría que son un tipo de células desconocidas o posibles bacterias pequeñas. En los cultivos científicos las colonias de nanobios y nanobacterias crecieron a temperatura ambiente con presencia de oxígeno, teniendo una reproducción autónoma a diferencia de los virus. Por tanto los nanobios y nanobacterias cumplirían con casi todos los atributos que definen la vida de manera natural como por ejemplo la reproducción autónoma, crecimiento o desarrollo, intercambio de energía autónomo, homeostasis, respuesta a estímulos y llevar a cabo una organización celular ya que estarían compuestos de una membrana que protege el material genético, en las nanobacterias se ha sugerido la presencia de una segunda membrana lo que equivaldría a una pared celular.
Aun así no se ha confirmado si evolucionan o de qué modo se nutren, pero lo que si se sabe es que son posibles organismos celulares o seres vivos. A pesar de que sean organismos celulares a menudo no se consideran seres vivos porque son demasiados pequeños para almacenar un genoma estable o porque están en contacto con compuestos inorgánicos. Sin embargo, el tamaño no se ha definido como un atributo para definir la vida, por tanto es controversial. Las nanobacterias se propusieron clasificarse como un género Nanobacterium dentro el filo Proteobacteria, pero se ha sugerido que su relación con ese filo se deba a una posible transferencia horizontal de genes. Mientras que la relación de los nanobios es incierta y podrían representar un nuevo dominio.
Nunca ha habido una respuesta por parte de la comunidad científica sobre si son seres vivos o no, debido a que no se han vuelto a ver, ni tampoco se ha sugerido si incluirlos en el árbol filogenético de la vida, si es que merecen tal rango.

## Virus

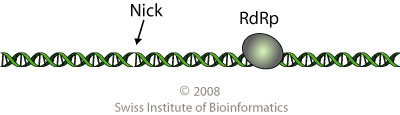
Estructura de un virus. Los virus no son células.

Actualmente queda superado el debate que consideraba a los virus como vivos. Los principales contrargumentos son que los virus no son células, por tanto no pueden cumplir las funciones vitales que definen la vida como, metabolismo, homeostasis, irritabilidad, desarrollo, reproducción, adaptación y autopoiesis. Los argumentos que se han usado para afirmar que los virus son vivos son que los virus son entidades complejas, esta ha sido la principal razón, se multiplican, tienen genes y evolucionan. Sin embargo estos argumentos pueden ser refutados fácilmente si se observa el comportamiento viral y se toma en cuenta datos evolutivos.
Para muchos científicos los virus se asemejan más a los elementos genéticos móviles como los plásmidos o transposones o a los agentes subvirales menos complejos: viroides y priones no considerados seres vivos. Los virus no son entidades complejas porque no tienen membranas celulares, cromosomas, ribosomas y orgánulos. Por el contrario, los virus son partículas inertes compuestas de un tipo de ácido nucleico (ARN o ADN) y proteínas. Partículas idénticas a los virus pero sin genoma, también se han detectado como orgánulos en las bacterias y arqueas, como los microcompartimientos bacterianos y los nanocompartimientos de encapsulina, que desempeñan funciones metabólicas y nutricionales. Además los virus cuando ingresan a la célula se desintegran totalmente, y se dividen en ácidos nucleicos y proteínas que comenzaran a ser pasados por el proceso de sintetización molecular del huésped (replicación). Una excepción a esto podrían ser los bacteriófagos de cola, que inyectan sus ácidos nucleicos y proteínas con su cola a través de la membrana celular para que estos sean sintetizado por el huésped. Por esta razón los virus se replican, pues los ácidos nucleicos virales son replicados en parte por las polimerasas, ribosomas y ARN mensajero del huésped. Este proceso se ha descrito como la "fábrica de viriones", porque se refiere a que los virus son fabricados por la maquinaria celular. Los virus se multiplican y evolucionan solamente en las células, sin ellas son materia orgánica inanimada. Algunos autores han argumentado que la "fábrica de viriones" es el estado vivo del virus, pero esto no puede tomarse en serio porque las fábricas de viriones pueden ser comparadas con las maquinarias de las fábricas industriales o con el proceso de multiplicación de sistemas químicos no biológicos, que no se consideran vivos. Las características de los virus dan lugar a una definición de vida muy simple, a menudo descrita como puramente informática.
También, los virus transfieren genes entre células, por lo que son un medio de transferencia genética horizontal, los virus, junto con los plásmidos y transposones, son los únicos medios de transferencia genética horizontal. En los últimos años se ha determinado relaciones filogenéticas entre virus y elementos genéticos móviles, por ejemplo una relación inesperada entre los virus retrotranscritos (Pararnavirae) y los retrotransposones, o una relación entre los plásmidos y la mayoría de los virus de ADN monocatenario (Monodnaviria). Esto demuestra que los virus evolucionaron de elementos genéticos móviles (virus retrotranscritos y virus de ADN) y, también, de elementos moleculares autorreplicantes que existían antes que las células (virus de ARN y viroides), pero no de células parasitarias como algunos eruditos propusieron. Algunos elementos genéticos móviles no virales también evolucionaron de virus como los transposones polintones, descendientes de los virus de ADN bicatenario de Varidnaviria. Por ello muchos científicos prefieren comparar mejor a los virus y agentes subvirales con los elementos genéticos móviles que con las células. Por lo tanto, existen pocas dudas de que los virus y los agentes subvirales son elementos genéticos móviles. Recientemente se han dividido a los elementos genéticos móviles en: elementos genéticos con cápsides (virus) y sin cápsides (los restantes).
Como último argumento, los virus no pueden incluirse en el árbol filogenético de la vida, porque no tienen ribosomas, a todos les falta un ácido nucleico, no tienen registro fósil, no existe ni un gen compartido entre la mayoría de los grupos virales ya que son de nueva síntesis, la mayoría de sus genes se mezclan con las de los organismos celulares y, por último, las partículas virales no tienen un ancestro en común, por tanto son un conjunto polifilético, es decir tienen varios orígenes.
David Moreira y Purificación-López García en un comunicado en (2009) exponen las diez razones para excluir a los virus del árbol filogenético de la vida y así mencionan:

1. Los virus no están vivos. Los virus no cumplen ninguno de los criterios para cualquiera de las definiciones de vida que se han dado a lo largo de la historia desde Aristóteles hasta la actualidad. Carecen de cualquier forma de energía y metabolismo del carbono, y no pueden replicarse ni evolucionar por sí solos. Se reproducen y evolucionan únicamente dentro de las células. Sin las células del huésped, los virus son "materia orgánica compleja inanimada".

2. Los virus "van por libre" filogenéticamente hablando.
En un árbol filogenético, las características de los miembros de un taxón se heredan de los antepasados. Los virus no se pueden incluir en el árbol de la vida porque no comparten características con las células, y no hay un solo gen que sea compartido por todos los virus. Si bien la vida celular tiene un origen único y común, los virus son polifiléticos: tienen muchos orígenes evolutivos.
3. No hay linajes virales ancestrales.
No se ha identificado un solo gen que sea compartido por todos los virus. Existen motivos proteicos comunes en las cápsides virales, pero estos probablemente se han producido a través de la evolución convergente o la transferencia horizontal de genes.
4. ¿El hecho de que los virus de hoy en día infecten a hospedadores primitivos significa que sean antiguos?.
No se ha podido demostrar con certeza que los primeros virus aparecieron junto con las primeras células. El problema es que los virus se mueven fácilmente entre diversos huéspedes. La capacidad de un virus para infectar una especie en particular podría llevar a conclusiones falsas sobre la antigüedad de ese virus.
5. Los virus no tienen una estructura derivada de un ancestro común. 
Las células obtienen membranas de otras células durante la división celular. Por lo tanto, se puede decir que "heredan la membrana", y es correcto afirmar que las células actuales han heredado las membranas de las primeras células. Los virus no tienen esas estructuras heredada. Todo es de nueva síntesis.
6. Los genes metabólicos virales tienen su origen en las células.
Muchos genomas virales codifican proteínas involucradas en el metabolismo energético, el carbono y el metabolismo celular. Se ha argumentado que la presencia de estos genes indica que los virus son ancestros de las células. Pero no es así, los genes metabólicos no están presentes en los antepasados de estos virus. Esto implica que los virus no pueden ser ancestros de las células.
7. Los genes de traducción viral tienen su origen en las células.
Algunos virus, como el caso del Mimivirus alberga genes que codifican elementos de la maquinaria de síntesis de proteínas. Se ha interpretado que esta observación significa que los virus no siempre dependieron de las células para la traducción. Sin embargo, el análisis de su secuencia indica que estos genes son derivados de las células mediante transferencia horizontal de genes, y por lo tanto no permite que los virus puedan ser incluidos en el árbol filogenético.
8. Los virus roban genes de las células.
Los genomas virales codifican muchos genes que no tienen homólogos en las células. Por esto se ha sugerido que los virus han influido en la evolución de las células al donar nuevos genes. Sin embargo, los análisis moleculares no han podido confirmar esta hipótesis. De hecho, como veremos en el siguiente punto, los virus son "ladrones de genes", no inventores de genes y proveedores genéticos masivos.
9. La transferencia genética mayoritaria es de células a virus.
Como corolario a los puntos 7 y 8 podemos afirmar que el movimiento de genes es principalmente de las células a virus. La transferencia en la dirección inversa es mínima. Por lo tanto, los virus no han tenido un papel significativo en la configuración del contenido genético de las células, sino más bien al contrario, han "cogido" genes de las células y luego, mediante una capacidad de evolución y recombinación enorme, los han modificado.
10. ¿El hecho de que los virus sean simples significa que sean primitivos?.
Una visión de la evolución es que es un proceso por el cual los organismos simples se vuelven más complejos. La simplicidad de muchos virus conduce a su ubicación en el origen de la vida. Sin embargo esta hipótesis ignora el hecho de que los genomas virales están sujetos a una presión selectiva para mantener un tamaño mínimo para garantizar tasas de replicación rápidas. 
De todos modos, aunque la conclusión sea que los virus no están vivos y no deberían incluirse en el árbol de la vida, no implica que no sean importantes para "la vida". Los virus juegan y han jugado un papel importante en la evolución de la vida en la Tierra, aunque solo por el hecho de la presión selectiva que ejercen para que los huéspedes se defiendan y libren de ellos. Además, junto con los elementos genéticos móviles como transposones y retrotransposones, pueden acabar formando parte del genoma de sus huéspedes, lo que contribuye a la creación de variabilidad genética; pueden contribuir a la transferencia horizontal de genes y por supuesto, a regular la población y la biodiversidad.
Pero, aunque sean muy importantes para la vida, su incapacidad para sostenerse y replicarse a sí mismos, su "polifiletismo", el origen celular de sus genes similares y la volatilidad de sus genomas a través del tiempo hacen imposible que incorporemos a los virus al maravilloso "Árbol de la vida".